# Ben-Travis Wörndl
Ben-Travis Wörndl (* 26. September 2002) ist ein österreichischer Fußballspieler.

## Karriere
Wörndl begann seine Karriere bei der Union Henndorf. Im März 2014 wechselte er zum SV Grödig. Zur Saison 2017/18 wechselte er nach Deutschland in die Jugend des TSV 1860 München. Im Jänner 2019 zog er innerhalb des Landes in die Jugend der SpVgg Unterhaching weiter. Zur Saison 2020/21 kehrte er dann wieder nach Österreich zurück und schloss sich der SV Ried an, wo er für die drittklassigen Amateure spielen sollte. Bis zum COVID-bedingten Saisonabbruch kam er zweimal in der Regionalliga zum Einsatz.
In der Saison 2021/22 absolvierte er 13 Regionalligapartien, in denen er zweimal traf. Im Juni 2023 gab er bei seinem Kaderdebüt für die Profis sein Debüt in der Bundesliga, als er am 32. Spieltag der Saison 2022/23 gegen den Wolfsberger AC in der 62. Minute für Gontie Junior Diomandé eingewechselt wurde. Dies blieb sein einziger Saisoneinsatz für die Profis, Ried stieg zu Saisonende aus der Bundesliga ab. In der 2. Liga absolvierte er 2023/24 fünf Spiele, ehe er den Verein verließ.